# Piaskownica (roślina)
Piaskownica (Ammophila) – rodzaj roślin należących do rodziny wiechlinowatych. Obejmuje dwa lub trzy gatunki. Z powodu zagnieżdżenia w obrębie rodzaju trzcinnik Calamagrostis gatunki te włączane są do tego rodzaju. Zasięg tradycyjnie zaliczanych tu gatunków obejmuje wschodnią część Ameryki Północnej, Europę i północną Afrykę. W Polsce występuje piaskownica zwyczajna A. arenaria.

## Systematyka
Pozycja systematyczna
Tradycyjnie wyróżniany rodzaj z rodziny wiechlinowatych (Poaceae), rzędu wiechlinowców (Poales). W obrębie rodziny należy do podrodziny wiechlinowe (Pooideae), plemienia Poeae, podplemienia Agrostidinae. Ze względu na zagnieżdżenie przedstawicieli rodzaju w obrębie rodzaju Calamagrostis i brak bezpośredniego pokrewieństwa zaliczanych tu gatunków są one włączane do rodzaju Calamagrostis. Ammophila breviligulata jest gatunkiem siostrzanym dla Calamagrostis porteri, a Ammophila arenaria tworzy w obrębie Calamagrostis klad wspólnie z dwoma gatunkami występującymi w Chinach z rodzaju Deyeuxia (także rodzaj zagnieżdżony w Calamagrostis), dla którego grupę siostrzaną stanowi klad z kilkoma gatunkami z rodzaju Calamagrostis, w tym z trzcinnikiem piaskowym i szuwarowym.
Wykaz gatunków
- Ammophila arenaria (L.) Link) ≡ Calamagrostis arenaria (L.) Roth – piaskownica zwyczajna
- Ammophila breviligulata Fern. ≡ Calamagrostis breviligulata (Fernald) Saarela – piaskownica krótkoszyjkowa

Do rangi trzeciego gatunku – Ammophila champlainensis F.Seym. podnoszony bywa podgatunek A. breviligulata subsp. champlainensis (F.Seym.) Saarela ≡ Calamagrostis breviligulata subsp. champlainensis (F.Seym.) Saarela.